# Lam (Familienname)
Lam ist der Familienname folgender Personen:
- Aïssata Lam (Frauenrechtlerin) (* 1986/1987), mauretanische Frauenrechtlerin und Mikrofinanz-Expertin
- Aïssata Boudy Lam (* 1980), mauretanische Fußballschiedsrichterin
- Angel Lam (* 1978), chinesische Komponistin
- Arquímedes Lam (* 1978), mexikanischer Radrennfahrer
- Barry Lam (* 1949), taiwanischer Unternehmer
- Lam Ching-ying (1952–1997), chinesischer Schauspieler und Regisseur
- Carrie Lam (* 1957), chinesische Politikerin (Hongkong)
- Clement W. H. Lam, kanadischer Mathematiker
- David Lam (1923–2010), kanadischer Unternehmer
- Derek Lam (* 1966), US-amerikanischer Modedesigner
- Doming Lam (1926–2023), chinesischer Komponist, Dirigent und Musikproduzent
- Domingos Lam Ka-Tseung (1928–2009), vietnamesischer Bischof von Macao
- Elisa Lam (1991–2013), kanadische Staatsbürgerin die tot aufgefunden wurde, siehe Fall Elisa Lam
- Frankie Lam (* 1967), chinesischer Schauspieler und Sänger
- George Lam (* 1947), Cantopop-Sänger, Songwriter, Musikproduzent und Schauspieler
- Hanna Lam (1928–1988), niederländische Dichterin und Textautorin geistlicher Lieder
- Herman Johannes Lam (1892–1977), niederländischer Botaniker
- Holly Lam-Moores (* 1990), britische Handballspielerin
- Ivan Lam (* 1994), chinesischer Menschenrechtsaktivist (Hongkong)
- Jack Lam (* 1987), südafrikanischer Rugby-Union-Spieler
- Jan Lam (1838–1886), polnischer Humorist und Schriftsteller
- Joseph Quy Lam Cong (* 1975), römisch-katholischer Geistlicher und Hochschullehrer
- Lam Ka-Seng (* 1994), Fußballspieler für Macau
- Kai Tsun Lam (* 1984), chinesischer Radrennfahrer (Hongkong)
- Matthew Lam (* 1989), kanadischer Fußballspieler
- Mithan Jamshed Lam (1898–1981), indische Anwältin und Sozialreformerin
- Monica S. Lam, US-amerikanische Informatikerin
- Lam Lay Yong (* 1936), singapurische Mathematikhistorikerin
- Lam On Ki (* 1992), chinesische Sprinterin (Hongkong)
- Lam Pou-chuen (1951–2015), chinesischer Synchronsprecher
- Pat Lam (* 1968), samoanischer Rugby-Union-Spieler
- Raymond Lam (* 1979), Schauspieler und Sänger aus Hongkong
- Ringo Lam (1955–2018), chinesischer Regisseur und Drehbuchautor
- Royden Lam (* 1975), chinesischer Dartspieler (Hongkong)
- Ryan Lam (* 1973), kanadischer Zauberkünstler, siehe Ryan Hayashi
- Salimata Lam, mauretanische Menschenrechtsaktivistin
- Sanderson Lam (* 1994), englischer Snookerspieler
- Seilala Lam (* 1989), samoanischer Rugby-Union-Spieler
- Simon S. Lam (* 1947), US-amerikanischer Informatiker
- Lam Siu Hang (* 1996), Tischtennisspieler aus Hongkong
- Lam Sheung Yee (1934–2009), chinesischer Fußballspieler und -kommentator
- Thanh Lam (* 1969), vietnamesische Sängerin
- Thomas Lam (* 1993), finnischer Fußballspieler
- Timothy Lam (* 1997), US-amerikanischer Badmintonspieler
- Tsit Yuen Lam (* 1942), US-amerikanischer Mathematiker
- Vincent Lam (* 1974), kanadischer Arzt und Schriftsteller
- Wifredo Lam (1902–1982), kubanisch-französischer Maler und Grafiker
- Willy Wo-Lap Lam (* 1952), Hongkonger Journalist, Politologe und Hochschullehrer
- Zhi Gin Lam (* 1991), deutscher Fußballspieler